# Günter Deckert (narciarz)
Günter Deckert (ur. 14 września 1950 w Ehrenfriedersdorf, zm. 24 listopada 2005 w Thum) – niemiecki kombinator norweski reprezentujący NRD, srebrny medalista mistrzostw świata oraz mistrz świata juniorów.

## Kariera
Zaliczał się do światowej czołówki kombinatorów norweskich w pierwszej połowie lat 70. XX wieku. W 1970 roku zdobył mistrzostwo świata juniorów w austriackim Gosau. W tym samym roku wystąpił na Mistrzostwach Świata w Wysokich Tatrach, ale zajął miejsce poza czołową dwudziestką. Dwa lata później, podczas Igrzysk Olimpijskich w Sapporo upadek w konkursie skoków do kombinacji pozbawił go szans na medal, zajął ostatecznie dziewiąte miejsce.
Największy sukces w swojej karierze osiągnął na Mistrzostwach Świata w Falun w 1974 roku, gdzie zdobył srebrny medal. Na podium stanął dzięki dobrej postawie na trasie biegu, gdzie uzyskał drugi rezultat spośród wszystkich zawodników. W klasyfikacji końcowej wyprzedził go tylko jego rodak Ulrich Wehling, a trzecie miejsce przypadło Polakowi Stefanowi Huli. Ostatni występ na zawodach tej rangi zanotował w 1976 roku, kiedy brał udział w Igrzyskach Olimpijskich w Innsbrucku. Uzyskał tam osiemnasty wynik na skoczni, a w biegu był szósty, co dało mu 13. miejsce w całych zawodach. Po zakończeniu kariery sportowej zajmował się trenowaniem młodzieży. Zmarł pod koniec listopada 2005.
To samo imię i nazwisko nosi prawicowy polityk niemiecki, Günter Deckert.

## Osiągnięcia

### Igrzyska Olimpijskie
| Miejsce | Dzień    | Rok  | Miejscowość | Konkurencja              | Wynik zwycięzcy | Strata      | Zwycięzca      |
| ------- | -------- | ---- | ----------- | ------------------------ | --------------- | ----------- | -------------- |
| 9.      | 5 lutego | 1972 | Sapporo     | Indywidualnie K-90/15 km | 413.340 pkt     | -30.370 pkt | Ulrich Wehling |
| 13.     | 9 lutego | 1976 | Innsbruck   | Indywidualnie K-90/15 km | 423.39 pkt      | -25.61 pkt  | Ulrich Wehling |

### Mistrzostwa świata
| Miejsce | Dzień     | Rok  | Miejscowość   | Konkurencja              | Wynik zwycięzcy | Strata    | Zwycięzca      |
| ------- | --------- | ---- | ------------- | ------------------------ | --------------- | --------- | -------------- |
| ?       | 14 lutego | 1970 | Wysokie Tatry | Indywidualnie K-90/15 km | 410.50 pkt      | ?         | Ladislav Rygl  |
| 2.      | 19 lutego | 1974 | Falun         | Indywidualnie K-90/15 km | 421.14 pkt      | -0.86 pkt | Ulrich Wehling |

### Mistrzostwa świata juniorów
| Miejsce | Dzień    | Rok  | Miejscowość | Konkurencja   | Wynik zwycięzcy | Strata | Zwycięzca |
| ------- | -------- | ---- | ----------- | ------------- | --------------- | ------ | --------- |
| 1.      | 1 lutego | 1970 | Gosau       | Indywidualnie | ?               | –      | –         |